# Listă de regizori de film - T
|  | Liste alfabetice de regizori de film A - B - C - D - E - F - G - H - I - J - K - L - M - N - O - P - Q - R - S - T - U - V - W - X - Y - Z |

| - Lee Tamahori - Alain Tanner (* 1929) - Danis Tanovic - Frank Tashlin (1913 - 1972) - Quentin Tarantino (* 1963) - Andrei Tarkovsky (1932 - 1986) - Béla Tarr (* 1955) - Jacques Tati (1908 - 1982) - Norman Taurog - Bertrand Tavernier (* 1941) - Paolo Taviani (* 1931) - Vittorio Taviani (* 1929) | - André Téchiné (* 1943) - Rolf Thiele (1918 - 1994) - Rudolf Thome (* 1939) - John Lee Thompson - George Tillman, Jr. - Tom Toelle (* 1931) - Giuseppe Tornatore (* 1956) - Jacques Tourneur (1904 - 1977) - Maurice Tourneur (1876 - 1961) - Anh Hung Tran (* 1962) - Leonid Trauberg - Luis Trenker (1892 - 1990) | - Georg Tressler (* 1917) - Lars von Trier (* 1956) - Margarethe von Trotta (* 1942) - François Truffaut (1932 - 1984) - Dalton Trumbo - Ming-liang Tsai - Dito Tsintsadze - Tsui Hark (* 1951) - Vedat Türkali (* 1919) - Tom Tykwer (* 1965) - Mihai Timofti (* 1948) |

### Vedeți și
- Listă de actori - T
- Listă de actrițe - T